# Chris van den Akker
Chris van den Akker (Heesch, 12 augustus 1956) is een Nederlands voormalig voetballer die doorgaans als middenvelder speelde. Hij speelde in het Nederlandse betaalde voetbal bij N.E.C. en Vitesse. Daarnaast speelde hij nog bij de amateurs van HVCH en De Treffers. Hij werd geselecteerd voor het Nederlands olympisch voetbalelftal.

## Wedstrijdstatistieken
| Seizoen | Club        | Competitie     | wed. | goals |
| ------- | ----------- | -------------- | ---- | ----- |
| 1976/77 | NEC         | Eredivisie     | 0    | 0     |
| 1977/78 | NEC         | Eredivisie     | 0    | 0     |
| 1978/79 | HVCH        | Amateurvoetbal |      |       |
| 1979/80 | HVCH        | Amateurvoetbal |      |       |
| 1980/81 | De Treffers | Amateurvoetbal |      |       |
| 1981/82 | De Treffers | Amateurvoetbal | 1    | 0     |
| 1982/83 | Vitesse     | Eerste divisie | 30   | 12    |
| 1983/84 | Vitesse     | Eerste divisie | 27   | 9     |
| 1984/85 | Vitesse     | Eerste divisie | 34   | 6     |
| 1985/86 | De Treffers | Amateurvoetbal |      |       |
| 1986/87 | De Treffers | Amateurvoetbal |      |       |